# Жылкелди
Жылкелди (кирг. Жылкелди) — село в Кара-Сууском районе Ошской области Кыргызстана. Входит в состав айылного аймака Ала-Тоо (до января 2024 года входило в состав Ак-Ташского айылного аймака).

## География
Село расположено в северо-западной части области, на расстоянии приблизительно 4 километров (по прямой) к юго-юго-западу от города Кара-Суу, административного центра района. Абсолютная высота — 811 метров над уровнем моря.

## Население
Согласно оценочным данным Национального статистического комитета Кыргызской Республики, численность населения села на начало 2023 года составляла 5355 человек.
| год     | 2009 | 2014 | 2015 | 2020 | 2021 | 2023 |
| ------- | ---- | ---- | ---- | ---- | ---- | ---- |
| человек | 3748 | 4123 | 4188 | 4849 | 4954 | 5355 |